# I guerriglieri della giungla
I guerriglieri della giungla (Brushfire) è un film del 1962 diretto da Jack Warner Jr..
È un film d'avventura statunitense con John Ireland, Everett Sloane e Jo Morrow ambientato nel Sud-Est asiatico.

## Produzione
Il film, diretto da Jack Warner Jr. su una sceneggiatura dello stesso Warner Jr. e di Irwin Blacker, fu prodotto da Warner Jr.. per la Obelisk Productions e la Paramount Pictures.

## Distribuzione
Il film fu distribuito con il titolo Brushfire negli Stati Uniti nel marzo 1962 (première a New York il 21 febbraio 1962) dalla Paramount Pictures.
Altre distribuzioni:
- in Germania Ovest il 1º gennaio 1963 (Die Geiseln müssen sterben)
- in Finlandia il 4 gennaio 1963 (Viidakkopartio)
- in Austria nel novembre del 1963 (Die Geiseln müssen sterben)
- in Brasile (Os Guerrilheiros)
- in Italia (I guerriglieri della giungla)

## Critica
Secondo il Morandini il film è caratterizzato da "povertà di mezzi e di idee" e da una sceneggiatura anonima.

## Promozione
La tagline è: "The Brushfire Incident That Shocked Southeast Asia...And the World! ".